# Marietta Sacchi
Pour les articles homonymes, voir Sacchi.
Marietta Sacchi est une chanteuse d'opéra italienne, soprano, en activité des années 1820 aux années 1830. Elle a principalement joué des rôles de comprimario et de soubrette.

## Biographie
Marietta Sacchi a chanté dans la plupart des grandes salles d'opéra italiennes ainsi qu'au His Majesty's Theatre à Londres.

## Rôles
- 1823 : Barsene, Demetrio de Simon Mayr, création mondiale, Teatro Regio di Torino
- 1826 : La gelosia corretta de Giovanni Pacini, création mondiale, La Scala
- 1827 : Adele, Il pirata de Vincenzo Bellini, création mondiale, La Scala
- 1828-1829 : Zarele, Gli arabi nelle Gallie de Pacini, Teatro Regio di Torino
- 1828-1829 : Selene, Didone abbandonata de Saverio Mercadante, Teatro Regio di Torino
- Mai et juin 1829 : Azema, Semiramide de Gioachino Rossini, Teatro Regio di Parma
- Mai et juin 1829 : Berta, Le Barbier de Séville de Rossini, Teatro Regio di Parma
- Mai et juin 1829 : Fatima, Zaira de Bellini, création mondiale, Teatro Regio di Parma
- Mai et juin 1829 : Sinaide, Moïse et Pharaon de Rossini, Teatro Regio di Parma
- Août et septembre 1829 : Adra, Jefte de Pietro Generali, Teatro Riccardi
- Octobre et novembre 1829 : Adele, Giulietta e Romeo de Nicola Vaccai, Teatro Comunale di Bologna[1]
- Octobre et novembre 1829 : Adra, Azema et Emilia, Otello de Rossini, Teatro Comunale di Bologna[1]
- Décembre 1829 à février 1830 : Adele de Vaccai, Teatro Regio di Parma
- Décembre 1829 à février 1830 : Roggiero, Tancredi de Rossini, Teatro Regio di Parma
- Décembre 1829 à février 1830 : Zaida, Il turco in Italia de Rossini, Teatro Regio di Parma
- Avril 1830 : Adele de Bellini, His Majesty's Theatre de Londres
- 1831 : Clotilde, Norma de Bellini, La Scala
- 1832 : Clotilde, Norma de Bellini, La Fenice.
- 1832 : Giannetta, L'elisir d'amore de Donizetti, Teatro della Canobbiana de Milan
- 1834 : Elisetta, Il matrimonio segreto de Domenico Cimarosa, Opéra de Livourne[1]
- 1834 : Jemmy, Guillaume Tell de Rossini, Opéra de Livourne[1]
- 1836 : Eudora, Belisario de Donizetti, Teatro Comunale di Bologna
- 1836 : Imelda, Parisina de Donizetti, Teatro Comunale di Bologna
- 1837 : Lisa, La sonnambula de Bellini, Teatro Regio di Parma
- 1838 : Comtesse Almaviva, Le mariage de Figaro de Luigi Ricci, création mondiale, La Scala.
- Janvier 1839 : Anaide, Mosè in Egitto, Teatro Regio di Parma
- 1839 : Lorezza, Gianni di Parigi de Donizetti, création mondiale, La Scala[1]
- 1839 : Imelda, Oberto, conte di San Bonifacio de Verdi, création mondiale, La Scala[2]

## Sources
- (en) Cet article est partiellement ou en totalité issu de l’article de Wikipédia en anglais intitulé « Marietta Sacchi » (voir la liste des auteurs).